# عمر اشمرادوف
عمر اشمرادوف (انگلیسی: Umar Eshmurodov؛ زادهٔ ۳۰ نوامبر ۱۹۹۲) بازیکن فوتبال اهل ازبکستان است.
وی همچنین در تیم ملی فوتبال ازبکستان بازی کرده‌است.